# Чебрець молдавський
Чебрець молдавський (Thymus moldavicus) — вид рослин родини глухокропивові (Lamiaceae), ендемік України.

## Опис
Багаторічна рослина 6–12 см завдовжки. Листки закруглені зверху й витягнуті знизу в більш-менш довгий черешок, з максимальною шириною у верхній частині пластинки. Зубці верхньої губи чашечки з віями.

## Поширення
Ендемік України.
В Україні зростає на вапняках, гіпсах, крейдах і черепашникових пісках — у Правобережному і Кримському злакових степах. Вид входить у Офіційний перелік регіонально рідкісних рослин Миколаївської області та Офіційний перелік регіонально рідкісних рослин Дніпропетровської області.